# C.V.M. Jensen
Carl Vilhelm Marius Jensen (12. juni 1819 i Ringsted – 13. august 1882 på Liljedal, Ørslev Sogn, Fyn) var en dansk læge og kortvarigt også maler.

## Maler
Hans forældre var volontør i Generalitetet, senere krigsråd, fuldmægtig Niels Jensen (1792-1867) og Florentine Jacobine Norup (død 1879). Han besøgte Kunstakademiet i København for at uddanne sig til maler, blev 1839 elev af modelskolen, og udstillede i årene 1839-42 et par tegnede portrætter og nogle landskaber, navnlig fra Gisselfeld og fra Horsens. Et af disse, Hovedbygningen på Gisselfeld Kloster, blev udstillet 1839 på Charlottenborg og 1840 købt til Den kgl. Malerisamling (nu Statens Museum for Kunst) og har været ophængt på Fredensborg Slot. Et andet maleri, Herregården Gisselfeld (1839), findes på Thorvaldsens Museum, mens Medicinsk Museion har et selvportræt (1838) af C.V.M. Jensen.

## Læge
I 1842 opgav Jensen imidlertid ganske kunsten, blev student 1844, deltog som underlæge i Treårskrigen i 1849, tog lægevidenskabelig embedseksamen 1851, vandt 1852 Københavns Universitets guldmedalje, blev 1853 prosektor ved Kirurgisk Akademi og var i 1855-57 udenlands med Universitetets rejsestipendium. Efter hjemkomsten var han i kort tid underlæge i Marinen, indtil han i foråret 1858 ifølge tilbud fra grev Carl Wedell blev læge på dennes gods på Fyn med bolig på Liljedal ved Ejby, hvor han efter mere end 30 års virksomhed som læge døde den 13. august 1882. 
Han ægtede 12. oktober 1858 i København Frederikke Christiane Skeel (25. august 1835 smst. - 4. august 1919 smst.), datter af kaptajn i infanteriet, majoratsbesidder Christian Skeel (1789-1850) og Maren (Marie) Dorothea Jacobsen (død 1870). 
Han er begravet på Ørslev Kirkegård.